# Eosentomon stompi
Eosentomon stompi är en urinsektsart som beskrevs av Andrzej Szeptycki och Wanda M. Weiner 1993. Eosentomon stompi ingår i släktet Eosentomon och familjen trakétrevfotingar. Inga underarter finns listade i Catalogue of Life.